# Kościół św. Wita, Modesta i Krescencji w Sierpcu
Kościół parafialny św. Wita, Modesta i Krescencji w Sierpcu – rzymskokatolicki gotycko-barokowy kościół na Starym Mieście w Sierpcu, pomiędzy ulicami Farną, Biskupa Floriana i Benedyktyńską.

## Historia
Założenie parafii nastąpiło zapewne już w XI wieku. Tradycja podaje datę 1003 roku. Pleban wzmiankowany jest w 1449. Obecna murowana świątynia pochodzi z XV wieku. Pierwszą świątynię w tym miejscu pobudowano na gruzach pogańskiego chramu z X wieku. Obecny kościół rozbudowany i restaurowany przez Andrzeja Sieprskiego w 1569 roku. Zniszczony pożarami z 1630 i 1648. Przekształcany w wieku XVIII. Po pożarze z 1794, odbudowany dopiero w 1844. W latach 50. XX wieku gruntownie remontowany po zniszczeniach wojennych (w czasie II wojny światowej budynek służył za niemiecki magazyn). Ostatni remont miał miejsce w latach 2005–2007.

## Wygląd kościoła
Kościół gotycki, z elementami barokowymi i renesansowymi. Orientowany, murowany z cegły, z użyciem kamieni polnych i kamieni młyńskich. Tynkowany z wyjątkiem wieży oraz elewacji północnej. Budowla jednonawowa, z węższym prezbiterium zamkniętym prosto. Od południa kaplica grobowa rodziny Sieprskich z 1569. Od zachodu masywna, czterokondygnacyjna wieża na planie kwadratu. Okna w nawie zamknięte półkoliście i koszowo. Ołtarz główny – barokowy z 1. poł. XVIII wieku z ornamentami rokokowymi, rzeźbami św. bp. Stanisława i Wojciecha, oraz rzeźbami aniołów. W polu głównym XX-wieczna kopia obrazu Matki Bożej Częstochowskiej, a w zwieńczeniu obraz św. Wita, Modesta i Krescencji.

## Galeria

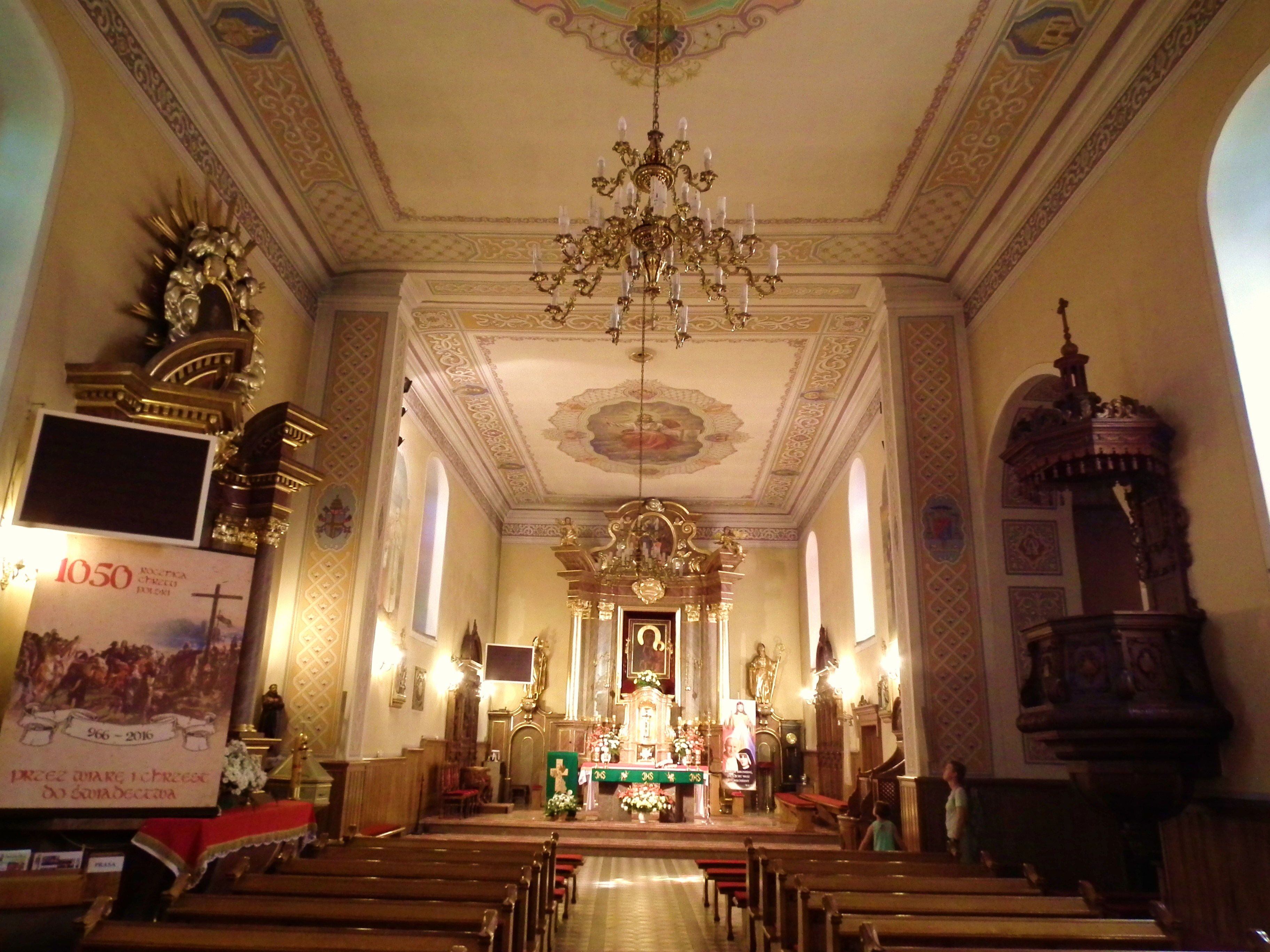
Wnętrze
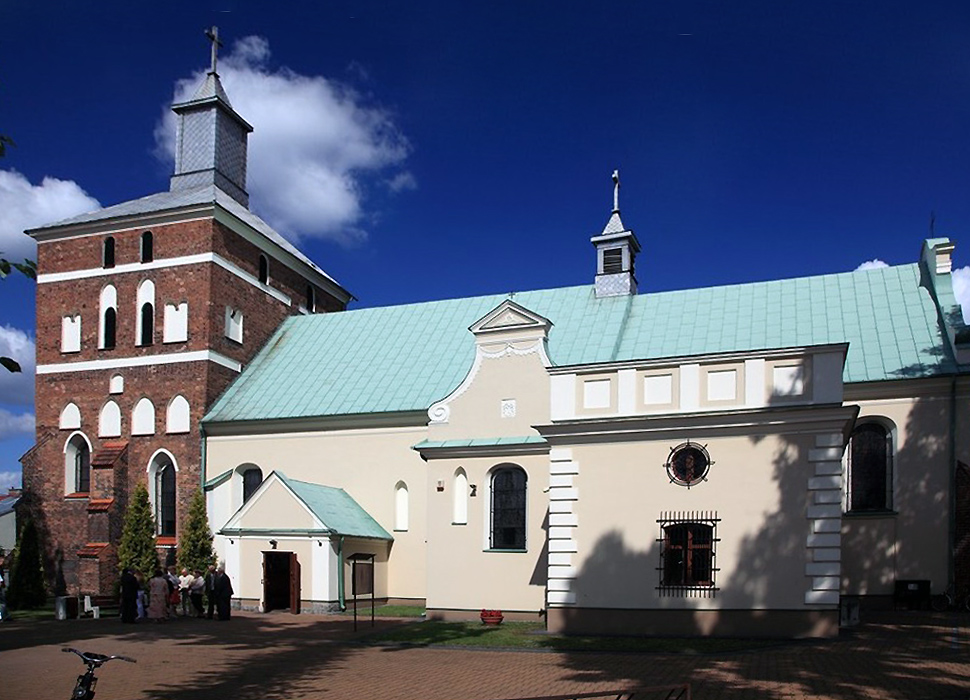
Widok boczny
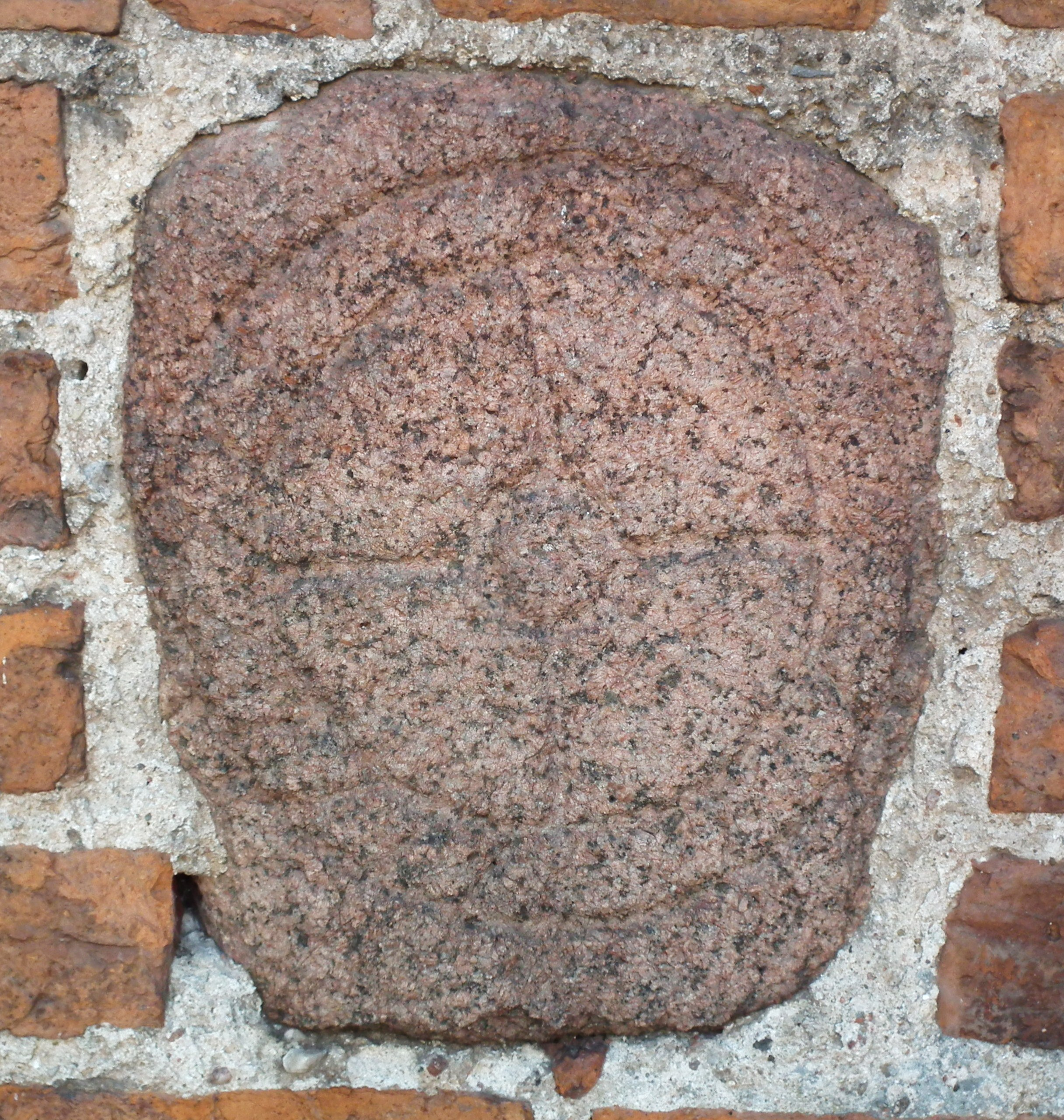
Symbol solarny
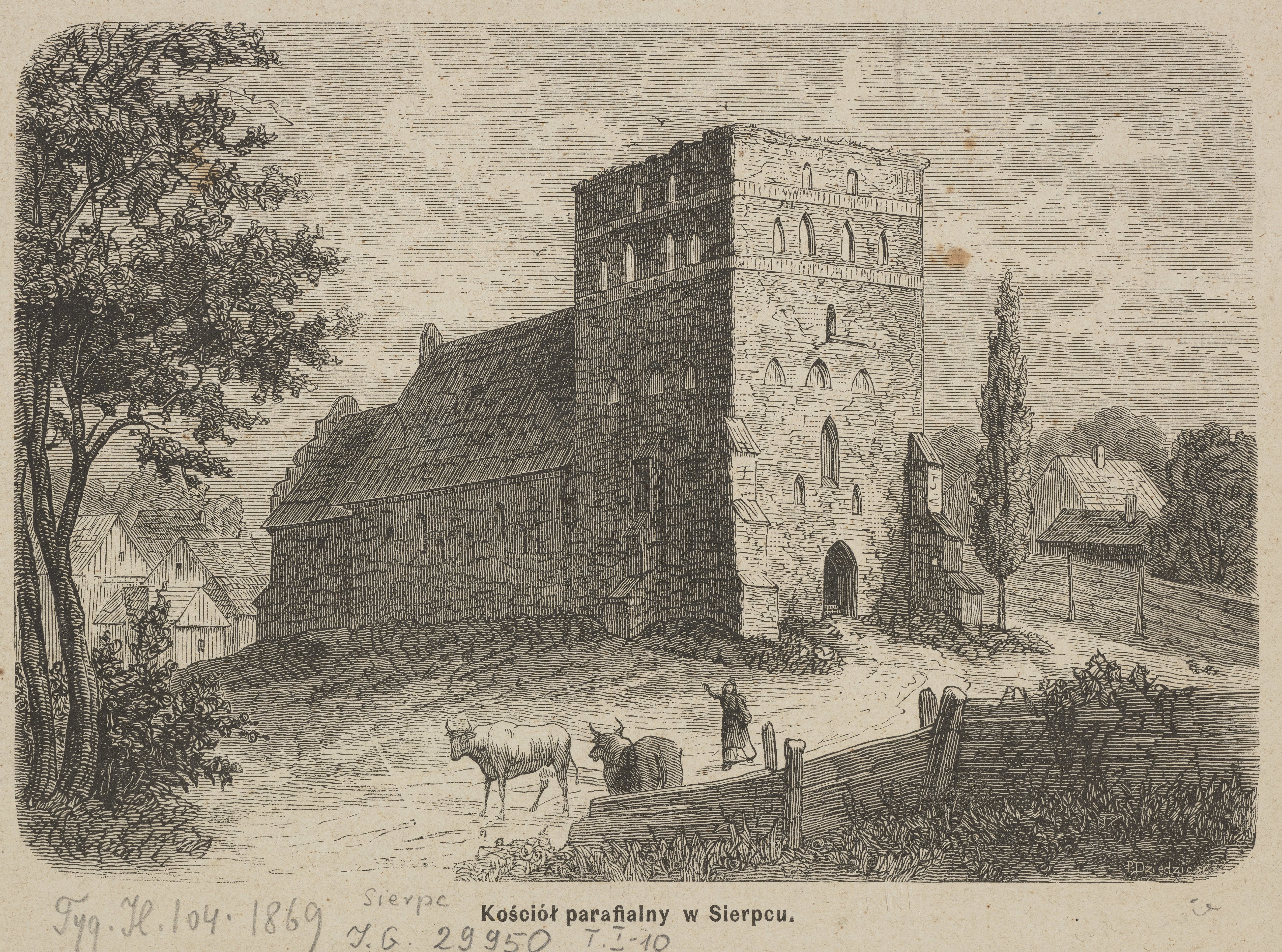
Kościół na grafice z 1869